# كأس النرويج 1974
كأس النرويج 1974 (بالنرويجية: Norgesmesterskapet i fotball for menn 1974)‏ هو الموسم 69 من كأس النرويج. أشرف على تنظيمه اتحاد النرويج لكرة القدم، وفاز فيه نادي شايد.